# جون مارتينو
جون مارتينو (بالإنجليزية: Johnny Martino)‏ هو ممثل أمريكي، ولد في 5 مايو 1937 ببروكلين في الولايات المتحدة.

## أعمال

### أفلام
- (1972) العراب[4][5][6]

## وصلات خارجية
- جون مارتينو على موقع IMDb (الإنجليزية)
- جون مارتينو على موقع ألو سيني (الفرنسية)
- جون مارتينو على موقع أول موفي (الإنجليزية)
- جون مارتينو على موقع قاعدة بيانات الأفلام السويدية (السويدية)
- جون مارتينو على موقع قاعدة بيانات الفيلم (الإنجليزية)
- جون مارتينو على موقع كينوبويسك (الروسية)